# Адамс (Нью-Йорк)
Адамс (англ. Adams) — город в округе Джефферсон штата Нью-Йорк в США. Население 4782 человека согласно переписи 2000 года. Назван в честь президента Джона Адамса. Основан в 1802 году.